# The Heart of a Hero
The Heart of a Hero è un film muto del 1916 diretto da Émile Chautard e interpretato da Robert Warwick, Gail Kane, Alec B. Francis, George MacQuarrie. La sceneggiatura di Frances Marion si basa sul romanzo Nathan Hale di Clyde Fitch, pubblicato a New York il 2 gennaio 1899.
Il direttore della fotografia Lucien Tainguy era stato nel 1902, insieme a Michaut, responsabile della fotografia del Viaggio nella Luna di Georges Méliès.

## Trama
Quando scoppia la rivoluzione americana, Nathan Hale si unisce alla milizia dei volontari e ne scala presto i ranghi. Nonostante la fidanzata Alice lo supplichi, Nathan si offre per una pericolosa missione di spionaggio presso le truppe britanniche. Guy Fitzroy, un lealista innamorato anche lui di Alice, vede l'occasione di disfarsi del rivale, vendendolo ai britannici. Usa per questo l'inconsapevole ragazza, portandola in una taverna dove Nathan si trova mescolato insieme ai militari nemici. Quando Alice, una giovane nota per le sue simpatie rivoluzionarie, lo abbraccia, quello è il segno che Nathan sta combattendo per gli americani. L'uomo viene arrestato e immediatamente impiccato. Prima di morire, però, riesce a passare un messaggio importante ad Alice che va a riferirlo all'alto comando americano.

## Produzione
Il film fu prodotto dalla Peerless Productions di Jules Brulatour e dalla World Film di Lewis J. Selznick. Venne girato ai Peerless studios di Fort Lee, nel New Jersey.

## Distribuzione
Il copyright del film, richiesto dalla World Film Corp., fu registrato il 16 ottobre 1916 con il numero LU9348.
Distribuito dalla World Film, il film - presentato da William A. Brady - uscì nelle sale cinematografiche statunitensi il 6 novembre 1916. Copie della pellicola sono conservate negli archivi dell'EmGee Film Library e in collezioni private.
Copia completa della pellicola si trova conservata negli archivi del George Eastman House di Rochester e in quelli della Library of Congress di Washington.
Una versione di 71 minuti è stata distribuita in DVD (NTSC) dalla Grapevine nel 2009 oltre che dalla Facets e dalla Nostalgia Family Video.